# Oberbuch (Tyrlaching)
Oberbuch (mundartl.: Buach) ist ein Ortsteil der Gemeinde Tyrlaching im oberbayerischen Landkreis Altötting. 

## Lage
Das Kirchdorf Oberbuch liegt etwa zweieinhalb Kilometer westlich von Tyrlaching an der Staatsstraße 2106.

## Geschichte
Der Name des Dorfes bezeichnet die obere Ansiedlung bei einer Buchenwaldung. Hier wurde Mitte des 15. Jahrhunderts die Kirche St. Peter und Paul errichtet. Sie gehört als Filialkirche zur Kirchengemeinde St. Johannes der Täufer in Tyrlaching. 
Siehe auch: Liste der Baudenkmale in Oberbuch